# 3309 Brorfelde
3309 Brorfelde eller 1982 BH är en inre huvudbältesasteroid, och en Hungaria-asteroid. Den upptäcktes den 28 januari 1982 av de danska astronomerna K. S. Jensen och Karl Augustesen, vid Brorfelde-observatoriet (IAU-kod 054), vars namn är upphov till asteroidens.
3309 Brorfelde är cirka 6 km i diameter.
År 2005 rapporterades det att ljuskurveobservationer indikerar möjligheten av en måne till asteroiden. År 2006 bekräftades det vid Palmer Divide-observatoriet att 3309 Brorfelde är en binär asteroid.